# Ruddys Martínez
Ruddys Martínez Díaz (San Juan, 1961-Bayamón, 27 de noviembre de 2023), también conocida como La Pantoja de Puerto Rico en España y Mami Ruddys en su país natal, fue una artista transformista, modista y activista trans puertorriqueña.
Conocida por sus actuaciones, su labor activista y en España por sus apariciones en el programa Crónicas marcianas, ha sido considerada una figura pionera del arte drag y el activismo trans en Puerto Rico.

## Biografía

### Inicios y labor de acogida
Martínez nació en San Juan de Puerto Rico y vivió como mujer trans desde una temprana edad. Por este motivo, sus padres la echaron de casa a los trece años, tras haberla amenazado su padre con un revólver. Después de dos semanas en la calle en el barrio de Santurce, fue acogida por un amigo y su familia, lo que le permitió volver a estudiar y trabajar. A partir de 1982 comenzó a actuar en espectáculos de transformismo en el país. En paralelo, comenzó a acoger en su casa de Toa Baja a decenas de personas LGBTI jóvenes que como ella habían tenido que abandonar sus casas, algo que continuó haciendo durante tres décadas.

### Crónicas marcianas
A comienzos de los años 2000, Ruddys actuaba en Miami, interpretando entre otras canciones de Isabel Pantoja. En un viaje a la ciudad en 2001, el reportero Javier Cárdenas la conoció y la entrevistó para el programa español Crónicas marcianas, uno de los más populares del momento. A raíz de esa aparición y algunas posteriores, en las que interpretó el tema «Se me enamora el alma», Ruddys se convirtió en un personaje conocido en España con el sobrenombre de «La Pantoja de Puerto Rico».
En 2004 el humorista e imitador Carlos Latre comenzó a realizar para ese programa imitaciones de Ruddys, «La Pantoja de Puerto Rico», en un momento de gran atención mediática sobre Isabel Pantoja a raíz del estallido del caso Malaya. En estas imitaciones Latre inventó una serie de coletillas que se volverían muy populares a pesar de no haber sido dicho nunca por Ruddys, tales como «¡y eso!» o «Míster DJ». La fama renovada que le granjearon estas imitaciones a Ruddys la llevaron a visitar España y hacer una gira de actuaciones, así como editar el sencillo «Mr. DJ» (2004).

### Fundación y últimos años
A lo largo de su trayectoria Ruddys también trabajó como modista para figuras como la presentadora Charytín y la actriz Lourdes Chacón. Como transformista, en sus últimos años continuó actuando en locales de San Juan como Zal Zi Puedes, Chueca y El Refugio, tras cuatro décadas en la profesión. Asimismo, creó la Fundación Mami Ruddys, que continuó activa tras su muerte.
Falleció en 2023 por una complicación pulmonar derivada de la diabetes, habiéndose despedido de sus fans en redes sociales un día antes de su muerte.

## Reconocimientos
En 2022 Ruddys fue homenajeada como reina en el Orgullo Boquerón, el principal evento del orgullo LGBTI de Puerto Rico. El año siguiente fue reconocida por su activismo y trayectoria por el Senado de Puerto Rico a instancia de la diputada Mariana Nogales. En 2025 fue una de las siete personas trans incorporadas al Muro de Honor LGBTQ en el Monumento Nacional de Stonewall, en Nueva York.

## Programas de televisión
- Crónicas marcianas (2001-2005).[9]
- A tu lado (2005).[15]
- Sábado Dolce Vita (2006).[15]
- Callejeros viajeros (2012).[16]